# КамАЗ
КАМАЗ (абревіатура утворена від рос. Камський автомобільний завод) — відкрите акціонерне товариство «КАМАЗ» — найбільший в Росії виробник вантажних, легкових автомобілів, тракторів та комплектуючих. Головні виробничі потужності КамАЗу розміщені в місті Набережні Челни (Татарстан, Росія). Входить до десятки провідних світових компаній, які спеціалізуються на виробництві великих вантажівок.

## Історія
13 грудня 1969 року екскаваторник Михайло Носков вийняв перший ківш землі на промисловому майданчику майбутнього автогіганта на Камі. Будівельно-монтажні роботи розпочато з лютого 1970 року, і вже до кінця року були укладені перші кубометри бетону у фундамент первістка Камаза - Ремонтно-інструментального заводу, а також корпусу сірого і ковкого чавуну Ливарного заводу.

## Продукція

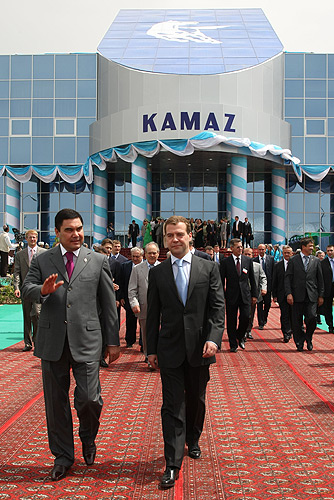
Президент РФ Медведєв разом з Гурбангули Бердимухамедовим на відкритті сервісного центру «КАМАЗ» в Туркменістані 4-5.07.2008

КАМАЗ виготовляє наступний ряд вантажних автомобілів:
- Бортові тягачі
  - КАМАЗ 43253 (4х2)
  - КАМАЗ 43118 (6х6)
  - КАМАЗ 43114 (6x6)
  - КАМАЗ 65117 (6x4)
  - КАМАЗ 5320 (6х4) — знятий з виробництва
  - КАМАЗ 53212 (6x4)- знятий з виробництва
  - КАМАЗ 4326 (4x4)
  - КАМАЗ 4355 (6x6)

- Сідлові тягачі
  - КАМАЗ 5410 (6x4) — знятий з виробництва
  - КАМАЗ 54115 (6x4)
  - КАМАЗ 5460-046-22 (4х2)
  - КАМАЗ 65116 (6х4)
  - КАМАЗ 6460 (6х4)
  - КАМАЗ 44108 (6x6)
  - КАМАЗ 65225 (6x6)
  - КАМАЗ 65226 (6x6)

- Самоскиди
  - КАМАЗ 6520 (6х4) — базова модель сімейства підвищеної вантажопідйомності[3]
  - КАМАЗ 6540 (8х4)
  - КАМАЗ 6522 (6x6)
  - КАМАЗ 5511 (6х4) — знятий з виробництва
  - КАМАЗ 55111 (6х4) — знятий з виробництва
  - КАМАЗ 65115 (6х4)
  - КАМАЗ 65111 (6х6)
  - КАМАЗ 53605 (4х2)
  - КАМАЗ 43255 (4х2)

- Спортивна вантажівка
  - КАМАЗ 4911 (4х4)
- Середньотонажний автомобіль
  - КАМАЗ 4308 (4х2)

- Шасі
  - КАМАЗ 43118 (6x6)
  - КАМАЗ 65115 (6х4)
  - КАМАЗ 6522 (6x6)
  - КАМАЗ 6540 (8х4)
  - КАМАЗ 6520 (6х4)
  - КАМАЗ 43253 (4х2)
  - КАМАЗ 65117 (6х4)
  - КАМАЗ 4326 (4х4)
  - КАМАЗ 43114 (6x6)
  - КАМАЗ 53215 (6х4)
  - КАМАЗ 4308 (4х2)
  - КАМАЗ 55111 (6х4)
  - КАМАЗ 53205 (6х4)
  - КАМАЗ 53229 (6х4)
  - КАМАЗ 53228 (6x6)
  - КАМАЗ 4355 (6x6)
  - КАМАЗ 4310 (6x6)
  - КАМАЗ 6350 (8x8)

- Бронеавтомобіль
  - КАМАЗ БПМ-97 «Выстрел» (4x4)

## Бойове застосування

### Війна на Сході (2014)
В ході бойових дій на Донбасі відмічено використання броньованих КАМАЗів перш за все в добровольчих батальйонах - так, у складі батальйону Азов трійка таких вантажівок брала участь у штурмі Маріуполя.

## Гонки
Екіпаж пілота команди «КАМАЗ-майстер» Андрія Каргинова виграв китайський етап ралі «Шовковий шлях-2018» в заліку вантажівок.